# Aphyosemion alpha
Aphyosemion alpha är en fiskart som beskrevs av Huber, 1998. Aphyosemion alpha ingår i släktet Aphyosemion och familjen Nothobranchiidae. IUCN kategoriserar arten globalt som starkt hotad. Inga underarter finns listade i Catalogue of Life.